# Micheline Presle
Pour les articles homonymes, voir Presle et Chassagne.
Ne doit pas être confondu avec Michel Presle.
Micheline Presle est une actrice française née le 22 août 1922 dans le 5e arrondissement de Paris et morte le 21 février 2024 à Nogent-sur-Marne.
Avec Michèle Morgan et Danielle Darrieux, elle est l'une des principales jeunes actrices du cinéma français dans les années 1940. Un séjour aux États-Unis au début des années 1950 fait décliner sa carrière mais elle retrouve une grande popularité à partir du milieu des années 1960, grâce à la série télévisée française Les Saintes Chéries qui est ensuite indissociable de son image.

## Biographie

### Jeunesse et débuts
Micheline Presle — Micheline Nicole Julia Émilienne Chassagne pour l'état civil — naît le 22 août 1922 au 36 rue des Bernardins dans le 5e arrondissement de Paris,,, de Robert Émile Lucien Vincent Chassagne, négociant de 24 ans, et de son épouse Julie Yvonne Bachelier, 25 ans, sans profession (celle-ci deviendra artiste peintre par la suite). Son père s’exile aux États-Unis pour éviter un scandale financier, sa mère la met alors en pension, où la jeune fille prend ses premiers cours de comédie.
Dès l'âge de 15 ans, elle accompagne son amie, la jeune actrice Corinne Luchaire, sur les plateaux de cinéma. Elle fait ses débuts à l'écran dans La Fessée de Pierre Caron en 1937 sous le pseudonyme de « Micheline Michel ». Après plusieurs figurations, elle obtient un premier succès dans Jeunes Filles en détresse de Georg Wilhelm Pabst (1939) où elle incarne le personnage de Jacqueline Presle, une pensionnaire délaissée par ses parents. Pour ce film, elle choisit d’insérer le nom de famille de ce personnage dans son nom de scène et devient ainsi « Micheline Presle » pour la première fois dans une distribution.

### Carrière

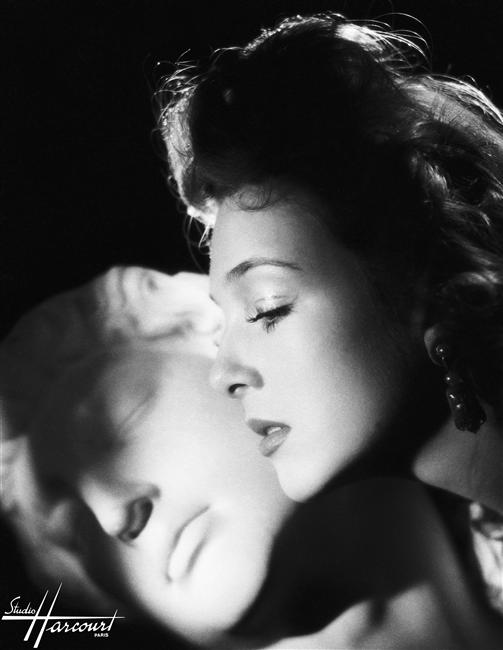
Micheline Presle en 1944.

Dans les années 1940, à partir de son double rôle dans Paradis perdu d'Abel Gance (1940) qui obtient un grand succès au début de l’Occupation, Micheline Presle tient le premier rôle dans une dizaine de films marquants, bénéficiant du départ de Michèle Morgan aux États-Unis et de la parenthèse imposée à Danielle Darrieux, les deux autres principales jeunes vedettes françaises de la fin des années 1930. Ainsi, elle apparaît aussi dans La Comédie du bonheur (1940), Histoire de rire (1941), Parade en sept nuits, (1941), La Nuit fantastique (1942), La Belle Aventure (1942). Elle fait parallèlement ses débuts sur scène dans des comédies telles que Colinette de Marcel Achard (1942) et Am Stram Gram d'André Roussin (1943).
Pendant cette « période sombre de l’histoire de France », elle n’est pas employée par la société de production Continental, à capitaux allemands, et ne fait pas « le voyage de Berlin », contrairement à nombre de ses collègues artistes, ce qui « sauve » sa carrière après la Libération. Ses films peuvent ainsi continuer à être projetés dès la fin de l’année 1944 : Félicie Nanteuil de Marc Allégret, Falbalas de Jacques Becker et Boule de Suif de Christian-Jaque. Elle participe également au Spectacle des Alliés au théâtre Pigalle[réf. nécessaire].
Son interprétation dans Le Diable au corps (1947) de Claude Autant-Lara est remarquée, malgré le sujet controversé du film : elle y incarne une femme mariée à un soldat de la Grande Guerre, qui cède aux avances d’un lycéen à l’arrière du front, d’autant que les mauvais souvenirs de l’occupation de 1940-1944 et de l’épuration qui a suivi sont encore prégnants. Ce film est toutefois déterminant pour la carrière du jeune premier Gérard Philipe.
Micheline Presle devient dès lors l’une des actrices principales du cinéma français. Elle décide néanmoins de tenter une carrière aux États-Unis à la fin des années 1940 pour suivre son second mari, le réalisateur Bill Marshall, avec lequel elle tourne La Taverne de la Nouvelle-Orléans (1951). Elle joue également dans La Belle de Paris (1950) de Jean Negulesco et Guérillas (1950) de Fritz Lang mais sa grossesse l'oblige à décliner les propositions.
Après s’être séparée de Bill Marshall, elle rentre en France avec sa fille et reprend une carrière fournie, bien que moins riche en rôles marquants, si ce n'est L'Amour d'une femme de Jean Grémillon sorti fin 1953. La Nouvelle Vague la délaisse également, à l'exception de Jacques Rivette (La Religieuse en 1966) et Jacques Demy, avec qui elle tourne trois films : Les Sept Péchés capitaux (1962), Peau d'Âne (1970) et L'Événement le plus important depuis que l'homme a marché sur la Lune (1973).

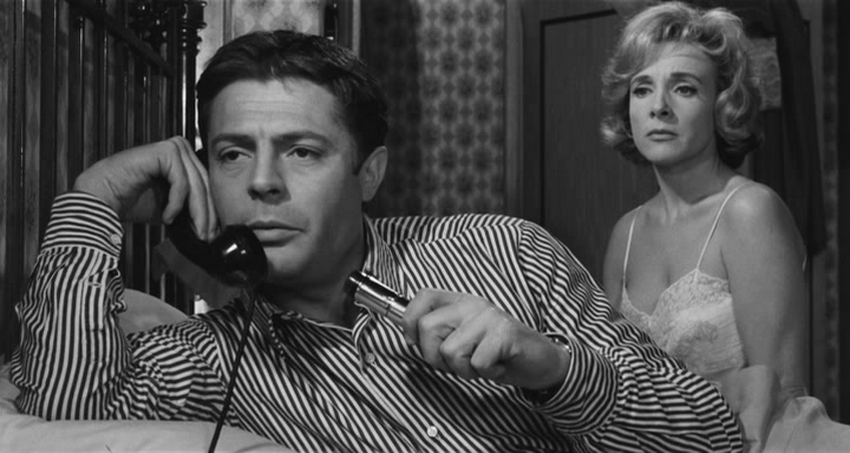
Micheline Presle et Marcello Mastroianni dans L'Assassin (1961).

Au théâtre en revanche, elle succède à Ingrid Bergman dans Thé et Sympathie de Robert Anderson en 1958, puis à Madeleine Robinson dans Qui a peur de Virginia Woolf ? d'Edward Albee, mise en scène Franco Zeffirelli, en 1966, avant de créer avec le Grand Magic Circus la comédie musicale Goodbye Mister Freud (1974) de Copi et Jérôme Savary, dans laquelle elle incarne Mimi Freud, mère (présumée) du célèbre psychanalyse. Elle tourne également un film sous la direction de Savary : Le Boucher, la Star et l'Orpheline (1975).
À la télévision, après avoir été Mme de Rénal dans l'adaptation par Pierre Cardinal du roman de Stendhal Le Rouge et le Noir en 1961, elle remporte un grand succès populaire grâce au rôle d’Ève Lagarde, héroïne aux côtés de Daniel Gélin de la série hebdomadaire Les Saintes Chéries, diffusée sur la première chaîne de l'ORTF, de 1965 à 1970.

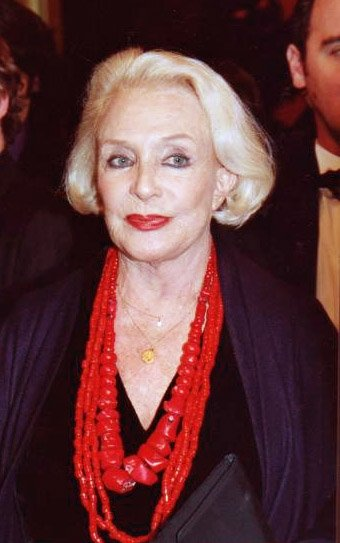
Micheline Presle à la cérémonie des César de 2004.

Des années 1980 au début des années 2010, elle collabore avec une nouvelle génération de réalisateurs dont sa fille, Tonie (Pas très catholique en 1994, Vénus Beauté (Institut) en 1999, France Boutique en 2003, etc.), Gérard Jugnot (Casque bleu en 1994, Fallait pas !… en 1996), Fabien Onteniente (Grève party en 1997) ou encore Hugo Gélin (Comme des frères en 2012), petit-fils de son partenaire des Saintes Chéries. Elle joue aussi son propre rôle dans deux films (Hitler à Hollywood en 2011 et Je veux être actrice, son dernier film, en 2016).
En 2007, elle publie le livre d'entretiens Di(s)gressions avec l'écrivain Stéphane Lambert, dans lequel elle revient sur sa longue et riche carrière.

### Dernières années
Micheline Presle fête son 100e anniversaire le 22 août 2022 à la Maison nationale des artistes de Nogent-sur-Marne où elle s'est retirée, entrant ainsi dans le cercle des actrices centenaires vivantes aux côtés de Sabine André (1913-2011), June Spencer (en) (1919-2024), Lucienne Legrand (1920-2022), Jacqueline Ferrière (1921-2024) et Annabel Maule (en) (née en 1922).
Elle y meurt le 21 février 2024,, à l'âge de 101 ans. Ses obsèques se tiennent dans l'intimité au crématorium de Champigny-sur-Marne le 29 février, en présence de Nathalie Baye, Dominique Besnehard, Sophie Calle, Jacques Bonnaffé, Serge Toubiana, Frédéric Sojcher et d'Arthur Radiguet.

### Vie privée

#### Vie sentimentale et famille
Micheline Presle épouse en premières noces le 26 avril 1945, à la mairie du 8e arrondissement de Paris, le joueur de tennis Michel Édouard Louis Lefort,.
À la fin des années 1940, elle rencontre Gerard William Marshall, récemment divorcé de Michèle Morgan, et le suit aux États-Unis. Micheline Presle divorce de Michel Lefort le 8 janvier 1949 pour épouser Marshall le 3 septembre suivant à Santa Barbara (Californie). Le couple a une fille, Anthony-Lee dite Tonie (1951-2020), qui deviendra actrice, réalisatrice et scénariste. Micheline Presle divorce à nouveau le 5 décembre 1955.
Micheline Presle a également été la compagne de l'artiste peintre François Arnal[réf. nécessaire].

#### Engagement
Membre du comité d'honneur de l'Association pour le droit de mourir dans la dignité, elle cosigne en 2009 un texte réclamant la dépénalisation de l'euthanasie.

## Théâtre
- 1942 : Colinette de Marcel Achard, mise en scène Pierre Dux, théâtre de l'Athénée : Colinette
- 1943 : Am Stram Gram d'André Roussin, mise en scène de l'auteur, théâtre de l'Athénée : Annie
- 1945 : N'importe comment ! (Le Spectacle des Alliés) de Noël Coward, mise en scène Jean Wall, théâtre Pigalle : Stella
- 1953 : Les Pavés du ciel d'Albert Husson, mise en scène Christian-Gérard, théâtre des Célestins puis Comédie-Caumartin : Lucile
- 1954-1955 : La main passe de Georges Feydeau, mise en scène Jean Meyer, théâtre Antoine puis théâtre des Célestins : Francine
- 1955 : Pour avoir Adrienne de Louis Verneuil
- 1958 : Thé et Sympathie de Robert Anderson, mise en scène Jean Mercure, théâtre des Célestins, tournée : Laura Reynolds
- 1966 : Qui a peur de Virginia Woolf ? d'Edward Albee, mise en scène Franco Zeffirelli, tournée Herbert-Karsenty : Martha
- 1967-1969 : La Puce à l'oreille de Georges Feydeau, mise en scène Jacques Charon, théâtre Marigny puis théâtre des Célestins : Raymonde Chantebise
- 1973 : Turcaret d'Alain-René Lesage, mise en scène Jacques Davila, Festival du Marais : Baronne
- 1974 : Good-bye Mister Freud de Copi et Jérôme Savary, mise en scène Jérôme Savary, Festival d'Automne à Paris au théâtre de la Porte-Saint-Martin : Mimi Freud
- 1977 : Les Fraises musclées de Jean-Michel Ribes, mise en scène de l'auteur, théâtre de la Gaîté-Montparnasse
- 1978 : Contumax de Dorian Paquin, mise en scène Christian Rauth et Chantal Granier, théâtre du Chapeau-Rouge, Festival Off d'Avignon
- 1979 : Le Rocher de l'Indien de François Arnal, mise en scène Petrika Ionesco, théâtre Édouard-VII
- 1981 : Cher menteur de Jerome Kilty, mise en scène de l'auteur, tournée Herbert-Karsenty : Mrs. Patrick Campbell
- 1982 : Lili Lamont d'Arthur Whithney, mise en scène René Dupuy, théâtre Fontaine : Lili Lamont
- 1984 : Gigi de Colette, mise en scène Jean Meyer, théâtre des Célestins et tournée Herbert-Karsenty : Mme Alvarez
- 1986 : Adriana Monti de Natalia Ginzburg, mise en scène Maurice Bénichou, théâtre de l'Atelier
- 1990 : Boomerang ou le Salon rouge de Philippe Minyana, mise en scène Michel Didym, théâtre de la Bastille, théâtre de la Manufacture : Marie-Jo / Marie-Paule
- 1991 : La Nuit de Valognes d'Éric-Emmanuel Schmitt, mise scène Jean-Luc Tardieu, Maison de la culture de Loire-Atlantique puis comédie des Champs-Élysées : la Duchesse
- 2005 : Les Pieds devant de Stéphane Guérin (lecture), théâtre de l'Île de Sournies
- 2007 : J’entends juste la musique mais pas la mort de Sofia Sylvia Zerbib (lecture), théâtre du Rond-Point

## Filmographie

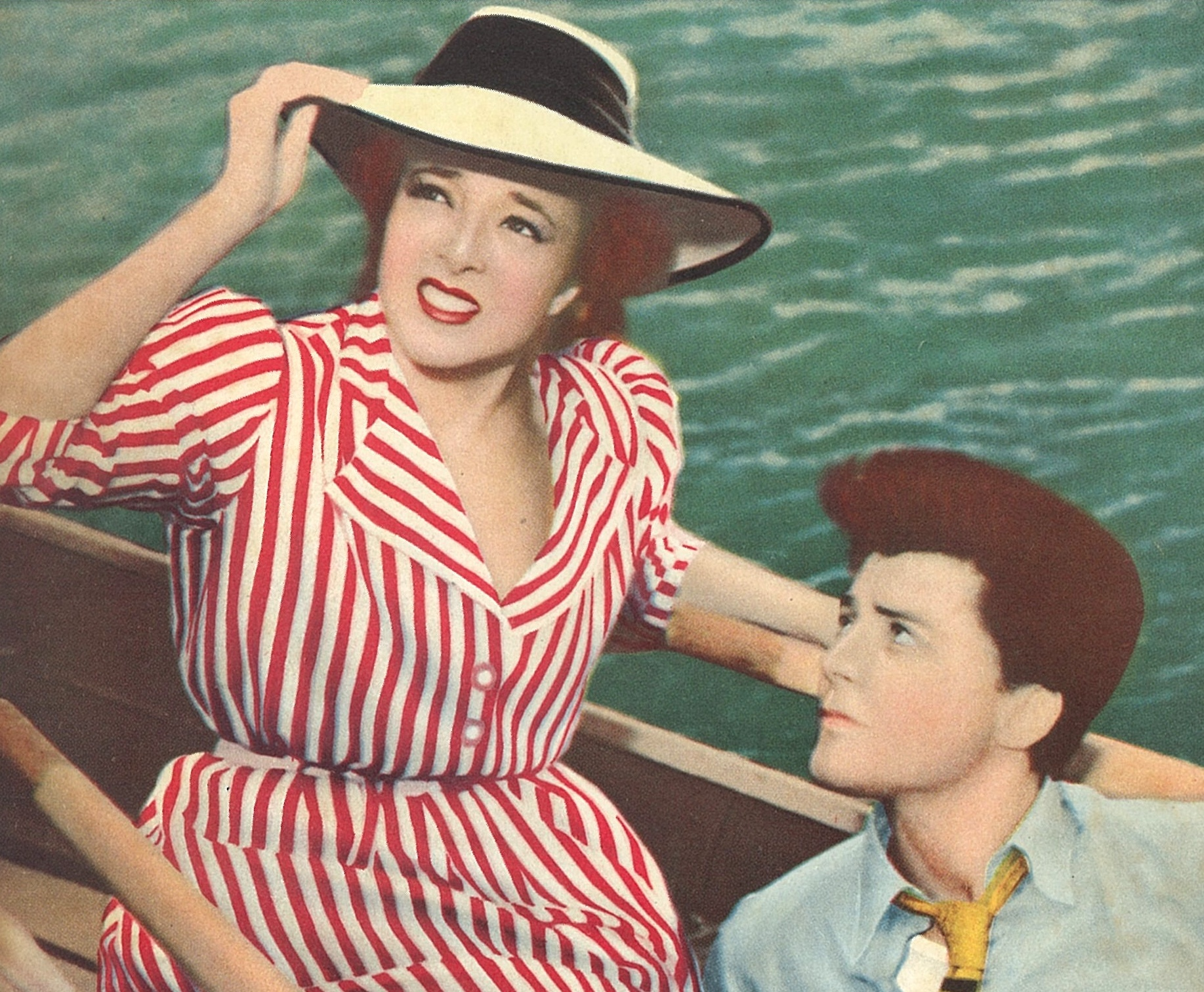
Micheline Presle et Gérard Philipe dans Le Diable au corps (1947).

### Cinéma

#### Années 1930
Sous le nom de Micheline Michel
- 1937 : La Fessée de Pierre Caron : une invitée de la princesse Henriette
- 1938 : Je chante de Christian Stengel
- 1939 : Petite Peste de Jean de Limur : une élève
- 1939 : Vous seule que j'aime de Henri Fescourt : figuration

Sous le nom de Micheline Presle
- 1939 : Jeunes Filles en détresse de Georg Wilhelm Pabst : Jacqueline Presle

#### Années 1940
- 1940 : Elles étaient douze femmes de Georges Lacombe : Lucie
- 1940 : Paradis perdu d'Abel Gance : Janine Mercier / Jeannette Leblanc
- 1940 : La Comédie du bonheur de Marcel L'Herbier : Lydia
- 1940 : Fausse Alerte de Jacques de Baroncelli : Claire Ancelot
- 1941 : Parade en sept nuits de Marc Allégret : Irène
- 1941 : Histoire de rire de Marcel L'Herbier : Adélaïde Barbier
- 1942 : Félicie Nanteuil de Marc Allégret : Félicie Nanteuil
- 1942 : La Belle Aventure de Marc Allégret : Françoise Pimbrache
- 1942 : La Nuit fantastique de Marcel L'Herbier : Irène
- 1943 : Un seul amour de Pierre Blanchar : Clara Biondi
- 1943 : Le soleil a toujours raison de Pierre Billon : Micheline
- 1944 : Falbalas de Jacques Becker : Micheline Lafaurie
- 1945 : Boule de Suif de Christian-Jaque : Élisabeth Rousset, dite « Boule de suif »
- 1947 : Le Diable au corps de Claude Autant-Lara : Marthe Grangier
- 1947 : Les jeux sont faits de Jean Delannoy : Ève Charlier
- 1949 : Tous les chemins mènent à Rome de Jean Boyer : Laura Lee

#### Années 1950
- 1950 : Les Derniers Jours de Pompéi (Gli ultimi giorni di Pompei) de Marcel L'Herbier et Paolo Moffa : Hélène
- 1950 : La Belle de Paris (Under My Skin) de Jean Negulesco : Paule Manet
- 1950 : Guérillas (American Guerrilla in the Philippines) de Fritz Lang : Jeanne Martinez
- 1951 : La Taverne de la Nouvelle-Orléans (Adventures of Captain Fabian) de William Marshall : Lea Mariotte
- 1953 : Les Amants de Villa Borghese (Villa Borghese) de Gianni Franciolini : Valeria Valenzano
- 1953 : La Dame aux camélias de Raymond Bernard : Marguerite Gauthier
- 1954 : Si Versailles m'était conté… de Sacha Guitry : Mme de Pompadour
- 1954 : L'Amour d'une femme de Jean Grémillon : Dr Marie Prieur
- 1954 : La Maison du souvenir (Casa Ricordi) de Carmine Gallone : Virginia Marchi
- 1955 : Les Impures de Pierre Chevalier : Michèle
- 1955 : Napoléon de Sacha Guitry : la reine Hortense de Beauharnais
- 1956 : La mariée est trop belle de Pierre Gaspard-Huit : Judith Aurigault
- 1956 : Treize à table d'André Hunebelle : Madeleine Villardier
- 1956 : Le Château des amants maudits (Beatrice Cenci) de Riccardo Freda : Lucrezia Cenci
- 1957 : Les Louves ou Démoniaque de Luis Saslavsky : Hélène Vanaux
- 1957 : Les femmes sont marrantes d'André Hunebelle : Nicole
- 1958 : Christine de Pierre Gaspard-Huit : la baronne Lena Eggersdorf
- 1959 : Bobosse d'Étienne Périer : Régine / Simone
- 1959 : L'Enquête de l'inspecteur Morgan (Blind Date) de Joseph Losey : lady Fenton

#### Années 1960
- 1960 : Une fille pour l'été d'Édouard Molinaro : Paule

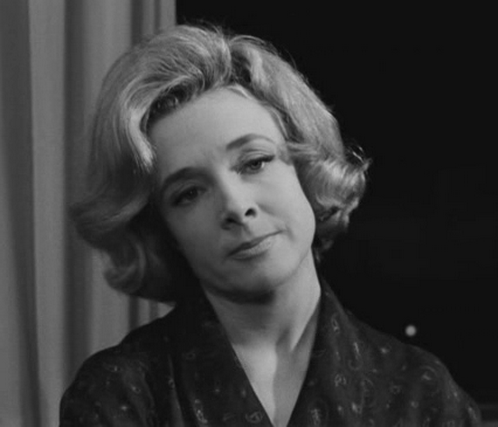
Micheline Presle dans L'Assassin (1961).

- 1960 : Le Baron de l'écluse de Jean Delannoy : Perle Germain-Joubert
- 1960 : Les Mystères d'Angkor (Herrin der Welt - Teil I) de William Dieterle : Mme Latour
- 1961 : Les Grandes Personnes de Jean Valère : Michèle
- 1961 : L'Amant de cinq jours de Philippe de Broca : Madeleine
- 1961 : L'Assassin (L'assassino) d'Elio Petri : Adalgisa De Matteis
- 1961 : Les Guérilleros (I Briganti italiani) de Mario Camerini : la marquise
- 1962 : La Loi des hommes de Charles Gérard : Sophie Olivier
- 1962 : Les Sept Péchés capitaux, sketch La Luxure de Jacques Demy : la mère
- 1962 : Le Diable et les Dix Commandements de Julien Duvivier, sketches Tu ne convoiteras point, Luxurieux point ne seras et L'œuvre de chair ne désireras qu'en mariage seulement : Micheline Allan
- 1963 : Vénus impériale (Venere imperiale) de Jean Delannoy : Joséphine
- 1963 : Le Coup de bambou de Jean Boyer : Angèle Brissac
- 1963 : Pas de lauriers pour les tueurs (The Prize) de Mark Robson : Dr Denise Marceau
- 1964 : La Chasse à l'homme d'Édouard Molinaro : Isabelle Lartois
- 1964 : Les Pieds nickelés de Jean-Claude Chambon : Paméla Van Der Mèche
- 1965 : Je vous salue mafia de Raoul Lévy : Daisy
- 1966 : La Religieuse de Jacques Rivette : Mme de Moni
- 1966 : Le Roi de cœur de Philippe de Broca : Mme Églantine

#### Années 1970
- 1970 : Le Bal du comte d'Orgel de Marc Allégret : Mme de Séryeuse
- 1970 : Le Clair de terre, de Guy Gilles : l'antiquaire
- 1970 : Peau d'Âne de Jacques Demy : la Reine rouge
- 1971 : Les Pétroleuses de Christian-Jaque : Tante Amélie
- 1972 : Le Diable dans la tête (Il diavolo nel cervello) de Sergio Sollima : comtesse Claudia Osio De Blanc
- 1973 : L'Événement le plus important depuis que l'homme a marché sur la Lune de Jacques Demy : Dr Delavigne
- 1973 : L'Oiseau rare de Jean-Claude Brialy : Renée Boudard
- 1974 : La Gueule de l'emploi de Jacques Rouland : elle-même
- 1974 : Deux Grandes Filles dans un pyjama de Jean Girault : Laurence
- 1974 : La Proie (La preda) de Domenico Paolella : Betsy
- 1975 : Le Boucher, la Star et l'Orpheline de Jérôme Savary : Belladonna
- 1975 : Le Miroir éclaté de Claude d'Anna : la mère
- 1976 : Mords pas, on t'aime d'Yves Allégret : la psychologue
- 1976 : Néa de Nelly Kaplan : Helen Ashby
- 1977 : Le Diable dans la boîte de Pierre Lary : Mme Aubert
- 1978 : Va voir maman, papa travaille de François Leterrier : Valentine Vatrin
- 1979 : On efface tout de Pascal Vidal : Hélène Cœurdevey
- 1979 : S'il vous plaît... la mer ? de Martine Lancelot : la mère
- 1979 : Je te tiens, tu me tiens par la barbichette de Jean Yanne : Mlle Chagrin
- 1979 : Démons de midi de Christian Paureilhe : Rose
- 1979 : Rien ne va plus de Jean-Michel Ribes : Carmen

#### Années 1980
- 1980 : Tout dépend des filles de Pierre Fabre : Betty
- 1980 : Certaines nouvelles de Jacques Davila : Hélène
- 1983 : En haut des marches de Paul Vecchiali : Mathilde
- 1984 : Les Voleurs de la nuit de Samuel Fuller : Geneviève
- 1984 : Le Sang des autres de Claude Chabrol : Mme Monge
- 1984 : Les Fausses Confidences de Daniel Moosmann : Mme Argante
- 1986 : Beau temps mais orageux en fin de journée de Gérard Frot-Coutaz : Jacqueline
- 1986 : Le Chien de Jean-François Gallotte : Simone
- 1986 : Qui trop embrasse de Jacques Davila : la mère de Christian
- 1988 : Alouette, je te plumerai de Pierre Zucca : la dame aux bijoux
- 1988 : Mignon est partie (Mignon è partita) de Francesca Archibugi : Miss Girelli
- 1989 : I Want to Go Home d'Alain Resnais : Isabelle Gauthier

#### Années 1990
- 1990 : La Fête des pères de Joy Fleury : Mireille
- 1990 : Après après-demain de Gérard Frot-Coutaz : la voisine
- 1991 : Le Jour des rois de Marie-Claude Treilhou : Germaine / Marie-Louise
- 1992 : Fanfan d'Alexandre Jardin : Maude
- 1994 : Casque bleu de Gérard Jugnot : Gisèle
- 1994 : Pas très catholique de Tonie Marshall : Mme Loussine
- 1996 : Fallait pas !… de Gérard Jugnot : la « mère » de Bernard
- 1997 : Les Mille et Une Recettes du cuisinier amoureux de Nana Djordjadze : Marcelle Ichak
- 1997 : Grève party de Fabien Onteniente : Mme Raymonde
- 1998 : Le Voyage à Paris de Marc-Henri Dufresne : Mme Dubosc
- 1999 : Vénus Beauté (Institut) de Tonie Marshall : tante Maryse
- 1999 : Le Cœur à l'ouvrage de Laurent Dussaux : Madeleine
- 1999 : Mauvaises Fréquentations de Jean-Pierre Améris : Mamie

#### Années 2000
- 2001 : Charmant Garçon de Patrick Chesnais : Bélise
- 2001 : Vertiges de l'amour de Laurent Chouchan : la mère de Vincent
- 2001 : Les Âmes câlines de Thomas Bardinet : Juliette
- 2001 : Mauvais Genres de Francis Girod : Violette Ancelin
- 2003 : Saltimbank de Jean-Claude Biette : Mme Saltim
- 2003 : France Boutique de Tonie Marshall : Nicole
- 2003 : Chouchou de Merzak Allouache : la mère de Stanislas
- 2004 : Grabuge ! de Jean-Pierre Mocky : Gisèle Lenoir
- 2005 : L'Éloge, court métrage de Thierry Teston : Mme Larrieux
- 2006 : Vous êtes de la police ? de Romuald Beugnon : Jane Latour-Jackson
- 2008 : Musée haut, musée bas de Jean-Michel Ribes : Liliane
- 2008 : Un homme et son chien de Francis Huster : la clocharde
- 2009 : Plein sud de Sébastien Lifshitz : la grand-mère

#### Années 2010
- 2010 : Thelma, Louise et Chantal de Benoît Pétré : Huguette
- 2011 : HH, Hitler à Hollywood de Frédéric Sojcher : elle-même
- 2012 : Comme des frères de Hugo Gélin : la grand-mère d'Élie
- 2012 : Rue Mandar d'Idit Cebula : Tata Renée
- 2013 : Je montrerai mes seins, court métrage d'Eduardo Sosa Soria[16] : la grand-mère
- 2014 : Tu veux ou tu veux pas de Tonie Marshall : la dame indignée dans la rue
- 2016 : Je veux être actrice de Frédéric Sojcher : elle-même

### Télévision
- 1961 : Le Rouge et le Noir[17] de Pierre Cardinal : Madame de Rénal
- 1962 : La Lettre dans un taxi de François Chatel : Cécilie
- 1963 : Combat !, épisode Just for the Record de László Benedek : Annette
- 1964 : Message pour Margaret de Georges Lacombe, d'après la pièce de James Parish : Margaret
- 1965-1970 : Les Saintes Chéries[18] (série) : Ève Lagarde
- 1972 : Clochemerle, série anglaise pour la BBC, réalisation Michaël Mills : la baronne de Courtebiche
- 1978 : Les Cinq Dernières Minutes, épisode Les Loges du crime de Jean Chapot : Rachelle
- 1980 : Les Amours des années folles, épisode La Châtaigneraie de Marion Sarraut
- 1990 : Les Disparus de Saint-Agil de Jean-Louis Benoît
- 1992 : V comme vengeance, épisode Champ clos de Claude Faraldo : Gloria
- 1993 : Point d'orgue de Paul Vecchiali : Avril Espart
- 1995 : Le Voyage de Pénélope de Patrick Volson : Hermine
- 1998 :  H (saison 1, épisode 13) : elle-même
- 1998 : Le Comte de Monte-Cristo , mini-série de Josée Dayan : Mme de Saint-Méran
- 2000 : Anna en Corse de Carole Giacobbi : Marie
- 2000 : Un enfant, un secret de Florence Strauss : Marthe
- 2000 : La Double Vie de Jeanne de Henri Helman : Mamina
- 2002 : La Vie au grand air de François Luciani : Claire Lacombe
- 2004 : Le Voyageur sans bagage de Pierre Boutron : Mme Renaud
- 2004 : La Cliente de Pierre Boutron : Madame Armand
- 2005 : Vénus et Apollon, épisode Soin paradis de Pascal Lahmani : Miche
- 2007 : Candidat libre de Jean-Baptiste Huber : Gisèle
- 2009 : Myster Mocky présente (2 épisodes) de Jean-Pierre Mocky
- 2012 : Bankable de Mona Achache : la mère de Philippe

## Radio
- 2015 : Le Retour du poilu de Christian Morel de Sarcus : Colette Lemarchand

## Publications
- Serge Toubiana et Micheline Presle, L'Arrière-mémoire : conversations avec Serge Toubiana, Paris, Flammarion, 1994  (ISBN 978-2080669742)
- Stéphane Lambert et Micheline Presle, Di(s)gressions, éditions Stock, 2007  (ISBN 978-2234059504)

## Distinctions

### Décoration
- Commandeure de l'ordre des Arts et des Lettres (5 juillet 2010)[19]

### Récompenses
- Victoires du cinéma français 1947 : meilleure actrice pour Le Diable au corps
- Victoires du cinéma français 1950 : meilleure actrice pour Les Derniers Jours de Pompéi
- César 2004 : César d'honneur

### Nominations
- César 1990 : meilleure actrice dans un second rôle pour I Want to Go Home